# Bristol Bay megye
Bristol Bay megye az Amerikai Egyesült Államok, Alaszka államának egyik megyéje. Székhelye és legnagyobb városa Naknek. Lakosainak száma 844 fő (2020. április 1.). Bristol Bay megye Lake and Peninsula és Dillingham Census Area megyékkel határos.

## Népesség
A megye népességének változása:
| Lakosok száma | 1002 | 1036 | 987  | 960  | 892  | 844  |
|               | 2010 | 2011 | 2012 | 2013 | 2015 | 2020 |